# 屠孟超
屠孟超（1935年—），浙江嵊州人，中国翻译家。南京大學外語學院西班牙語教授，曾留學墨西哥。
他將墨西哥作家胡安·魯爾福全部的小說作品譯成中文，與趙振江翻譯的電影劇本合成《胡安·魯爾福全集》。
他翻譯的阿根廷文學名著《蜘蛛女之吻》於1990年由中國工人出版社出版，2004年《蜘蛛女之吻》由南京譯林出版社出新版，據稱是他重新翻譯的版本。
屠孟超也翻譯了《堂吉訶德》（Don Quixote de la Mancha）的全譯本，由南京譯林出版社於1995年出版，2005年在臺灣推出繁體版。